# 1029 Ла Плата
1029 Ла Плата (енгл. 1029 La Plata) је астероид главног астероидног појаса са пречником од приближно 20,78 .
Афел астероида је на удаљености од 2,962 астрономских јединица (АЈ) од Сунца, а перихел на 2,817 АЈ.
Ексцентрицитет орбите износи 0,025, инклинација (нагиб) орбите у односу на раван еклиптике 2,428 степени, а орбитални период износи 1794,306 дана (4,912 године).
Апсолутна магнитуда астероида је 10,88 а геометријски албедо 0,181.
Астероид је откривен 28. априла 1924. године.